# Виноградов, Лев Алексеевич
Лев Алексеевич Виноградов — советский военный деятель, инженер-полковник.

## Биография
Родился в 1901 году в Москве. Член КПСС.
С 1921 года — на военной службе. В 1921—1954 гг. — курсант 3-й Петроградской командной школы полевой тяжелой артиллерии, военный представитель, старший помощник начальника отделения в Артиллерийском Управлении РККА. Участник Великой Отечественной войны. Заместитель начальника отдела, начальник отделения ГУВ Гвардейских минометных частей, райинженер Свердловского куста ГУВ ГМЧ, заместитель начальника отдела ГУВ ГМЧ, начальник отделов в Управлении заказов производства и снабжения вооружением ГМУ ГАУ ВС СССР.
За разработку новых типов вооружения был в составе коллектива удостоен Сталинской премии 1-й степени 1943 года.
Умер в 1972 году.